# Jim Cronin
James "Jim" Cronin MBE (Yonkers, 15 november 1951 - New York, 17 maart 2007) was de oprichter van Monkey World in het Engelse graafschap Dorset.
Cronin, geboren en getogen in Yonkers, een buurstad van New York, kwam voor het eerst in aanraking met primaten toen hij na een ongeluk tijdens zijn werk als verhuizer een baan als verzorger in de Bronx Zoo nam. In 1980 verhuisde hij naar Groot-Brittannië waar hij in 1987 Monkey World stichtte in een poging het illegaal smokkelen van apen uit Afrika en Azië een halt toe te roepen.
In 1993 ontmoette hij zijn toekomstige vrouw Alison Ames, een landgenoot en gedragsexpert die biologische antropologie aan de Universiteit van Cambridge had gestudeerd. Samen hebben ze gedurende ruim twintig jaar Monkey World wereldwijd op de kaart gezet, wat uit zou groeien tot een van de populairste toeristenattracties van Engeland met meer dan een half miljoen bezoekers per jaar.
Jim Cronin was regelmatig te zien op Animal Planet in het programma Monkey Business, een serie over het opvangcentrum en het werk van Jim en Alison Cronin.
Op 17 maart 2007 overleed Jim Cronin op 55-jarige leeftijd ten gevolge van leverkanker in een ziekenhuis in New York.